# خوسيه غارسيا
خوسيه غارسيا (بالفرنسية: José Garcia)‏
```
(و. 
1966
 – 
م
)
[
4
]
 هو 
ممثل
، من 
إسبانيا
، ولد في 
باريس
.
```

## التعليم
تعلم في مدرسة فلوران ‏.

## وصلات خارجية
- خوسيه غارسيا على موقع IMDb (الإنجليزية)
- خوسيه غارسيا على موقع روتن توميتوز (الإنجليزية)
- خوسيه غارسيا على موقع ألو سيني (الفرنسية)
- خوسيه غارسيا على موقع ميوزك برينز (الإنجليزية)
- خوسيه غارسيا على موقع أول موفي (الإنجليزية)
- خوسيه غارسيا على موقع قاعدة بيانات الأفلام السويدية (السويدية)
- خوسيه غارسيا على موقع ديسكوغز (الإنجليزية)
- خوسيه غارسيا على موقع قاعدة بيانات الفيلم (الإنجليزية)